# 忠武祠 (古今岛)

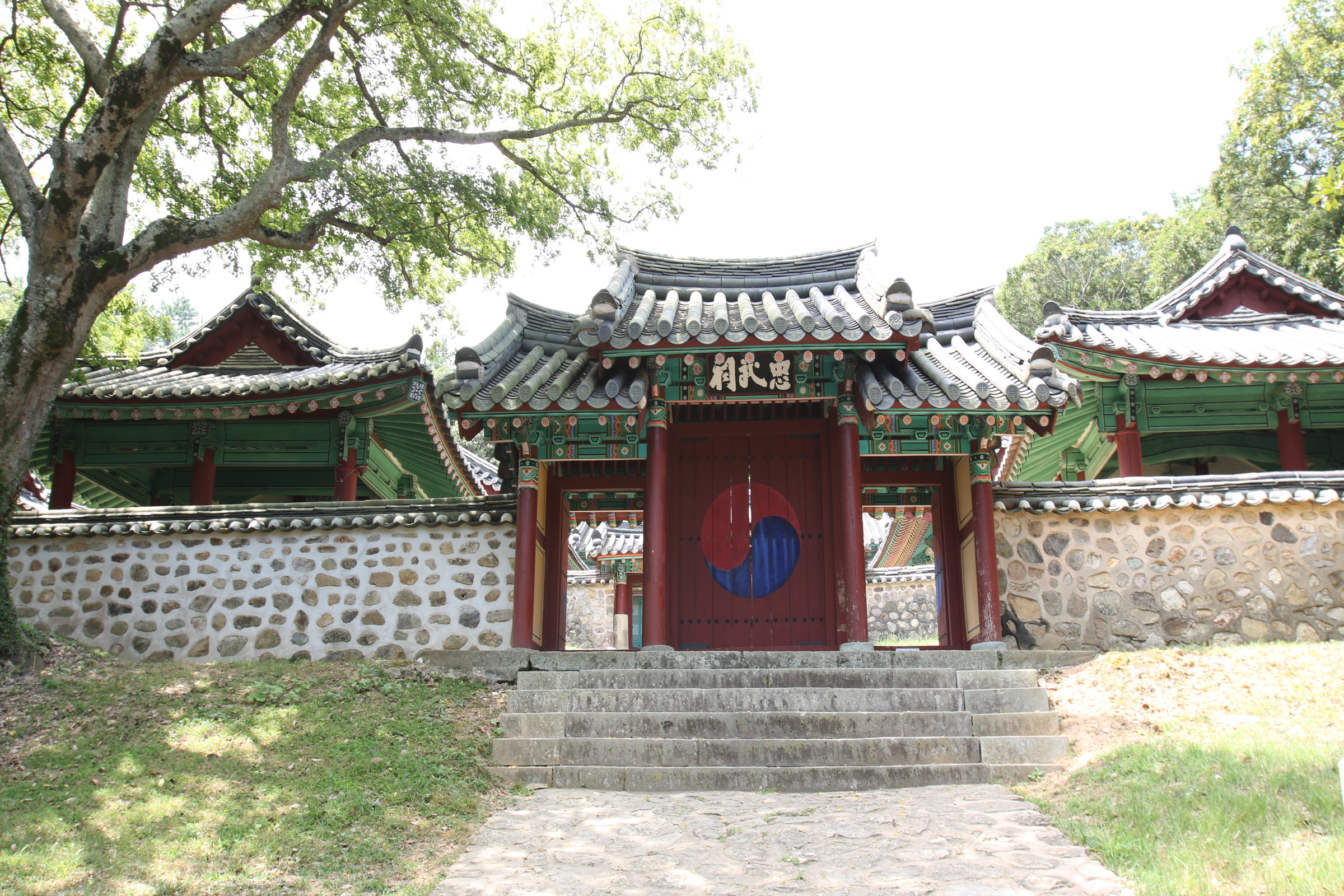
忠武祠位于韩国全罗南道莞岛郡

古今島忠武祠位于韩国全罗南道莞岛郡古今面，为歌颂忠武公李舜臣将军崇高的爱国之心而建。古今岛忠武祠在每年4月28日忠武公诞辰日会举行祭祀活动，并于11月19日举行殉国祭。

## 历史
忠武祠主建筑由明朝水军都督始建于朝鲜宣祖31年（1598），目的在于祭奠名将关羽同时祈求战争胜利，起名“关王庙”。朝鲜显宗七年（1666）时任全罗右水使的柳斐然重修了关王庙并在旁加盖了玉泉寺开始作为祠堂管理，用于祭祀。朝鲜肃宗九年（1683）于关王庙西侧加盖了祠堂纪念忠武公，东庑祭祀关羽和陈璘将军，西庑祭祀李舜臣将军，整个祠堂同时供奉三位人物。
朝鲜正祖十五年（1791）正祖亲笔御赐了“诞报庙”牌匾以纪念露梁海戰中殉国的明朝将军邓子龙，至此开始同时纪念邓子龙。邓子龙是陈璘麾下副将，年过七十时与李舜臣等人共同参加露梁海战，一同勇猛殉国、战死沙场。
日本殖民统治时期因日本扼杀民族精神等政策，包括关羽像、牌位等各种文物（头盔、书籍、壁画、牌匾）均被投入大海，仅剩玉泉寺的佛像被移至就近的白云寺而得以保存。1945年解放后，古今岛以儒教为重，而后关王庙旧址上新建了祠堂并将牌匾改名为忠武祠，开始将忠武公供奉于正殿。